# 田村酒造場
田村酒造場（たむらしゅぞうじょう）は、東京都福生市福生に本社および工場を置く日本の酒造業者。現在、東京にて伝統を守っている10軒の酒造業者の一つである。

## 概要

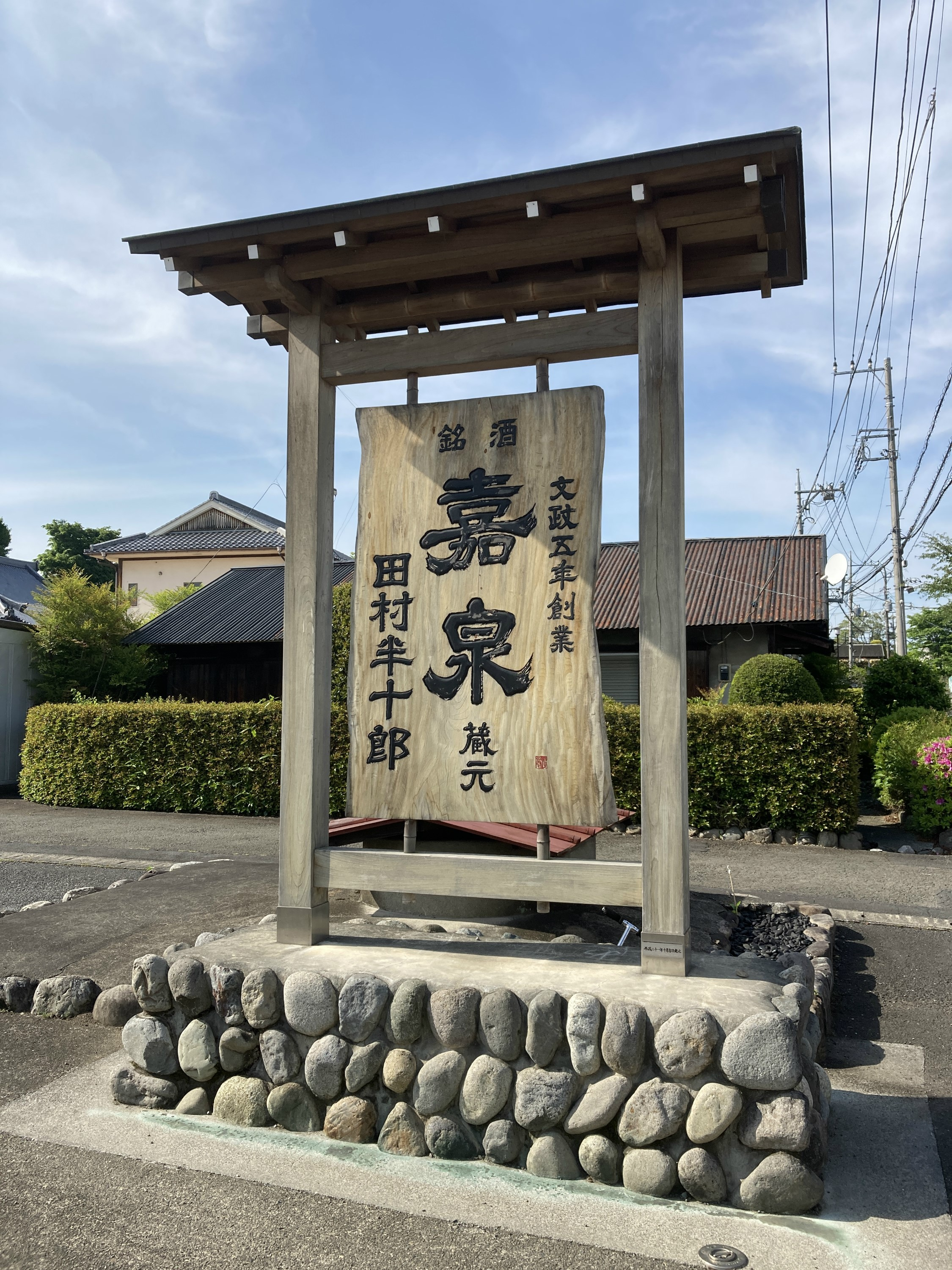
嘉泉の看板

田村家は代々、武蔵国多摩郡福生村（現・福生市）の名主を務めた家柄で、17世紀後半（元禄時代頃）の古文書に先祖「半十郎 豊真」の名が確認される旧家である。歴代の当主は半十郎・十兵衛・文左衛門という通称を名乗っていた。江戸時代の福生村は幕府領で、田村家は村の政治一般を司る村役を務めていた。田村酒造場は、1822年（文政5年）、9代目・田村勘次郎（賢真）が酒造業を興したのに始まり、「嘉泉」ブランドの日本酒を醸造販売する老舗酒造メーカーである。
「嘉泉」の由来
1822年（文政5年）、9代目・田村勘次郎が造り酒屋を始めるに当たって、敷地内各所で井戸を掘ったところ、大欅（おおけやき）の根元から泉が湧き出したため、これにちなんで酒銘を「嘉泉」と名付けられた。この井戸水は創業以来、仕込み水として使われている。

## 沿革
- 17世紀後半（元禄時代頃） - 始祖・田村半十郎（豊真）、武蔵国多摩郡福生村（現・福生市）を切り開く。江戸時代の福生村は幕府領で、田村家は名主などの村役を務めた。
- 1804年（享和4年） - 9代目・田村勘次郎（賢真）、名主を継ぐ。
- 1822年（文政5年） - 9代目・田村勘次郎（賢真）、46歳の時に酒造業を興し創業者となる。後に、田村家敷地内の井戸から、酒造に好適な中硬水の秩父奥多摩伏流水を得たことから「嘉泉」と酒銘を定める。
- 1903年（明治36年） - 酒税政策や税法の整備に伴い、江戸時代より続いた「店内関係」の役割を終える。
- 1975年（昭和50年） - 15代目・田村半十郎、「まぼろしの酒 嘉泉」を完成した。
- 1983年（昭和58年） - 高橋雅幸入社（後の、初代地元採用の杜氏）。
- 1988年（昭和63年） - 当時、岩手の南部杜氏10名が、11月下旬に蔵に来て酒を作っていた。
- 1992年（平成4年） - 機械化のため棟を一つ造り、連続蒸米機、自動製麹装置などを導入。高橋雅幸「頭（かしら・杜氏を助けるナンバー2）」に任命される。
- 1999年（平成11年） - 高橋雅幸、南部杜氏協会において杜氏資格取得[3][4]。
- 2008年（平成20年） - 16代目・田村半十郎、現当主が襲名した[3]。
- 2016年（平成28年）11月 - JR両国駅舎内の商業施設「-両国-江戸NOREN」に「東京商店」オープン[5]。

## 施設概要
- 敷地面積 - 14,8502（住居部分も含む）
- 延床面積 - 3,3002
- 従業員 - 18名（12名、女性3名、パート・臨時3名）
- 生産量 - 約1,500石（270,000リットル）
- 清酒「嘉泉」 - 25アイテム[3]

営業情報
- 定休日 - 日曜日・祝日（冬季を除き月曜日の休業あり）
- 営業時間 - 午前8時-午後5時
- 駐車場 - 有り、大型車両可[1]

蔵の見学
- 見学期間 - 12月・1月を除き随時行っている（日・月曜日・祝日、夏季休業、年末年始は見学不可）
- 見学人数 - 見学は10名以上、所要時間1時間
- 予約申込 - 蔵の営業カレンダーにより、1週間前に申込フォームまたは電話にて申し込む[6]

## 文化財
登録有形文化財（建造物）
登録年月日:2013年（平成25年）12月24日、種別:産業2次/建築物(石垣:その他工作物)、登録基準:国土の歴史的景観に寄与しているもの。
田村酒造酒造蔵
年代:1822年（文政5年頃）建築、1918年（大正7年）・1922年（大正11年）増築、土蔵造平屋建、瓦葺、建築面積912m2、煙突付。
田村酒造前蔵
年代:1830年（文政13年）建築、土蔵造2階建、瓦葺、建築面積34m2。
田村酒造雑蔵
年代:1862年（文久2年）建築、土蔵造2階建、瓦葺、建築面積68m2。
田村酒造旧水車小屋及び脇蔵
年代:昭和前期、木造及び土蔵造平屋建、鉄板葺、建築面積:104m2。
田村酒造石垣
年代:大正後期建築、石造、総延長145m。

## 受賞歴
全国新酒鑑評会
- 平成27酒造年度 - 「嘉泉」金賞受賞[12]
- 平成28酒造年度 - 「嘉泉」金賞受賞[13]

## 交通
鉄道
- JR青梅線 - 福生駅より徒歩10分

## ギャラリー

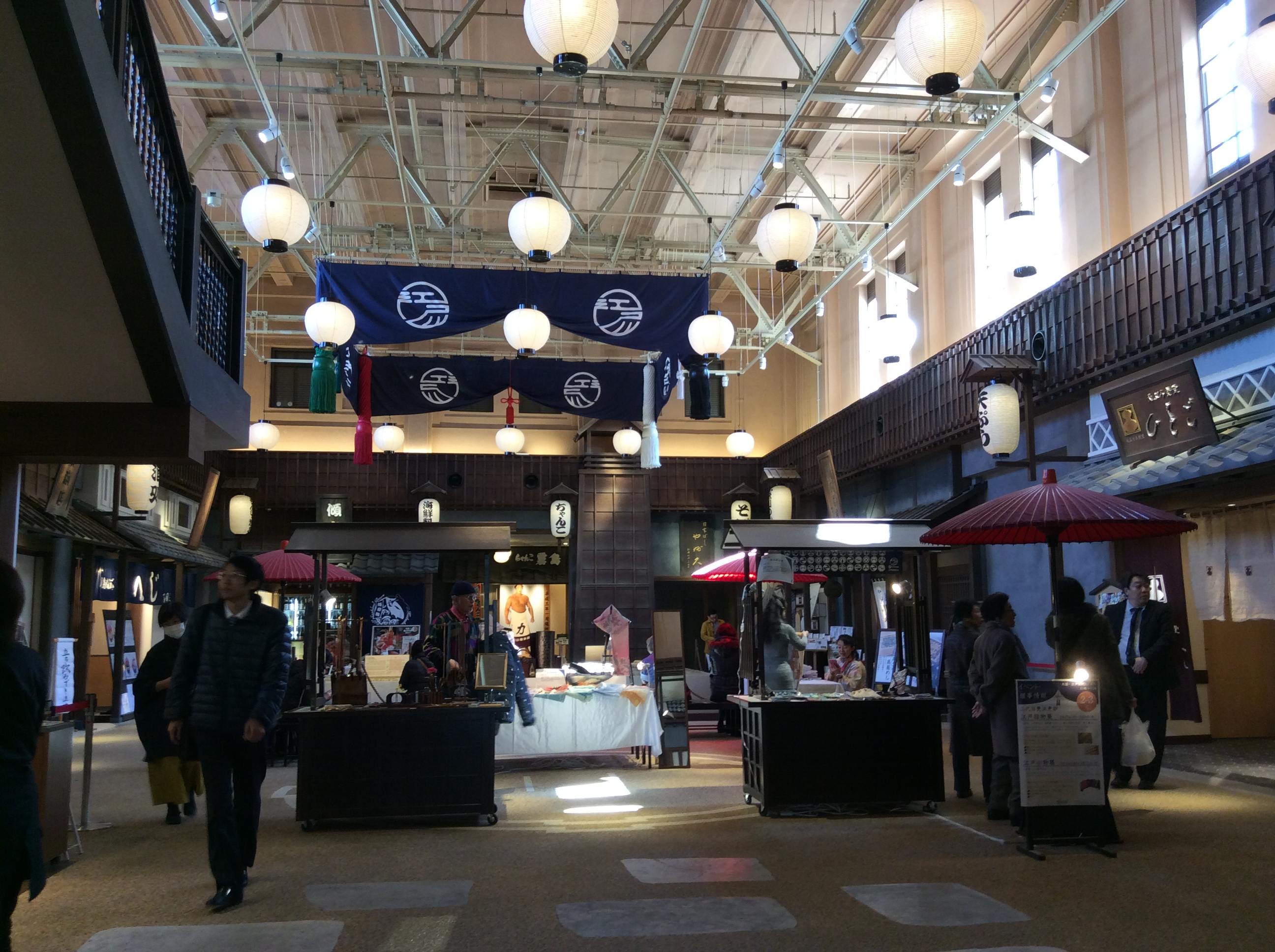
「江戸 NOREN」 の1階（2017年3月3日撮影）

## 関連文献
- 『嘉泉（かせん）（デジタル大辞泉プラス）』「東京都 田村酒造場の製造する日本酒」2012年4月